# Mass Effect
『Mass Effect』（マスエフェクト）は、Xbox 360・Microsoft Windows用のサードパーソン・シューティングゲーム系アクションロールプレイングゲームソフト。開発元はバイオウェア。『Mass Effect シリーズ』の第一作。

## 概要
宇宙を股にかけた壮大なストーリーや、フルボイスオーバーによる映画的でドラマチックな演出、スタートレックを彷彿とさせる、異星人の歴史、文化、政治体系までをもカバーした緻密な世界観設定が特徴。本作の最終的な目的は全宇宙の生命を脅かす脅威の打倒であり、ストーリーの大筋もいくつかの決められたイベントをなぞって展開するものの、その過程では膨大な数の事案に対する決断がプレイヤーにゆだねられる。困っている旅行者に金を工面してやるか否かといった一見些細なものから、それまでの敵を説得するか殺すかといった重大なものまで様々で、また、決断を迫られる問題の中には単純な善悪の観点からは推し量ることができないものもある。そうしたプレイヤーの決断の一つ一つがその後の展開に影響を及ぼすことがタイトルの由来ともなっている。
本作単体でもストーリーの決着はあるものの、全3部作で構成されており、現在続編となる『Mass Effect 2』と『Mass Effect 3』がXbox 360とプレイステーション3にて発売中。セーブデータの引き継ぎにより、1作目のプレイヤーの各所での選択の結果を2作目、3作目に引き継げる。オフラインプレイのみで、今のところマルチプレイモードの実装は予定されていない。3つのダウンロード可能なコンテンツのうちの1つは2008年3月10日に Xbox 360用として、2008年7月29日に Windows用としてそれぞれリリースされた。
同シリーズは海外では人気が高く、多くの賞も授賞し評価も高かったが、日本ではあまり知名度が高くないまま完結した。

## 対応機種
Xbox 360 版は Microsoft Game Studiosによって2007年11月に世界中で発売され、シンガポールにおいて初めて "M18"扱いになった。
Windows版は2008年5月28日に Electronic Artsによって発売された。
そして、2021年5月15日に3部作をリメイクした『マスエフェクト レジェンダリーエディション』がPlayStation 4、Xbox One、PC（Origin、Steam）で発売された。

## ストーリー
2183年、超光速航行技術によって宇宙空間へ進出した人類は、銀河系宇宙文明の中心である「シタデル」において、異星人が形成する社会で確固たる地位を確立するべく懸命な努力を行っていた。
宇宙連合軍のジョン・シェパード少佐は、惑星エデン・プライムにて、古代宇宙文明の謎の遺産の1つである「ビーコン」の回収を命じられる。しかし、ただの回収任務にしては最新鋭の宇宙船「ノルマンディー号」による移動、シタデル評議会から派遣された監察官の同席など、過剰な準備が目立っていた。航行中、エデンプライムから機械生命体の「ゲス」に襲われていると救援要請が入り、その映像には見たことも無い巨大な宇宙船が写っていた。到着したシェパード達は残ったゲスを掃討しビーコンを発見するが謎のイメージがシェパードの頭に流れ込みビーコンは破損する。更に同行していた監察官はシタデル評議会の特殊部隊「スペクター」のサレンによって殺害される。サレンが監察官を殺害したとシェパード達は評議会に訴えるも目撃者が一人しかいなかった為、評議会は証拠の提示を求める。トゥーリアンのギャレス、クローガンのレックス、クォリアンのタリの協力を得たシェパードは証拠を発見し評議会はサレンからスペクターの権限を剥奪。サレン逮捕の為、シェパードを人類初のスペクターに任命する。
証拠の音声データではサレンとベネジアと呼ばれるアサリ族が「リーパー」と呼ばれる存在を復活させようとしていることがわかる。リーパーは5万年前に繁栄していたプロセアンという種族を滅ぼした機械生命体と噂されているがその存在を示す証拠は何もなく、評議会も伝説の存在として重要視しなかった。ベネジアには娘のリアラがいることがわかった為、シェパードはリアラに協力を依頼する。プロセアンの研究者であるリアラはアサリ族のもつ精神感応の力でシェパードの頭に流れ込んだビーコンの情報を読み取る。その結果ビーコンからの情報は警告であることが分かるが何に対しての警告かまでははっきりとわからなかった。
ベネジアを発見したシェパード達は戦闘になるが、戦闘が終わるとベネジアは「自分はサレンに洗脳されており、その力はエデンプライムを襲ったサレンの旗艦であるソヴリンから出ている」と伝える。すでに抵抗できないところまで洗脳が進んでしまったベネジアは自分を倒すようシェパードに伝え、やむを得ずシェパードはベネジアを倒す。サレンが軍事基地で戦力を育てていることをつかんだシェパードは基地を破壊するため惑星ヴァーマイアへ向かう。そこでシェパードはソヴリンがただの宇宙船ではなくリーパーそのものだという事を知る。ソヴリンの目的は5万年前と同じ銀河系にいる有機生命体の根絶であり、黒幕と思われていたサレンも操られているだけであった。サレンはコンジットと呼ばれる何かを探すため、惑星アイロスに向かっていた。後を追おうとするシェパードであったがアイロスは評議会と対立している勢力のあるテルミナス宙域にあった為、戦争になるのを恐れた評議会は追跡を止めるよう指示する。
しかし放っておくとリーパーが復活する為、シェパードは命令を無視してアイロスへ向かう。そこでプロセアンのVIであるヴィジルを発見。ヴィジルによるとプロセアンが作ったと言われているシタデル、マスリレイは実際はリーパーが作り出したものであり、シタデルの真の機能はリーパー達が5万年ごとの絶滅サイクルを終えた後、休止状態で待機している暗黒宙域へ繋がる大型のマスリレイであった。本来であればソヴリンの出した信号によりシタデルを管理するキーパーと呼ばれる種族がマスリレイとしての機能をオンにするのだが、5万年前にわずかに生き残ったプロセアン達はこの信号を無効化する為、シタデル中心部へ突入するためのコンジットと呼ばれる小型のマスリレイを開発し信号を改竄していた。この妨害を止める為、ソヴリンはサレンを操りコンジットを使いシタデル中心部へと突入させていた。
シェパードもコンジットを使いサレンを追うのと同じころ、ソヴリンも支配下にあるゲスを率いてシタデルへ直接攻撃を開始していた。ソヴリンは単体でもシタデル艦隊を圧倒するがシェパードによりサレンの行動は阻止されマスリレイの起動に失敗。ソヴリンは最後の手段としてサレンを直接操りシェパードを倒そうとするがサレンは倒され直接操っていた反動でソヴリンのシールドは消失。シタデル艦隊の猛攻を受けソヴリンは破壊される。

## 登場人物

### 主要人物
ジョン・シェパード（ジェーン・シェパード）
声：Mark Meer/ジェニファー・ヘイル（女性版）
本編の主人公。過酷な任務を生き抜いてきた事から軍内部での評価は高く、シタデル評議会へ人類初のスペクター候補として推薦されている。その試験であるエデン・プライムでの任務においてビーコンに接触、脳内へ未知のメッセージを流し込まれたことで、銀河を揺るがす陰謀を防ぐ大役を背負わされる。戦争の英雄という過去の経歴は共通だが、その人柄はプレイヤーの選択如何によって大きく異なることになる。
ファーストネームは自由に設定可能であり、男性選択時の初期設定名はジョン・シェパード、女性の場合はジェーン・シェパードとなっている。
ケイダン・アレンコ
声：Raphael Sbarge
連合軍の大尉で人間の男性。人為的にバイオティクス手術を施された強化人間であるが、不安定なL2アンプを埋め込まれているためやや情緒不安定な部分がある。しかし義に厚く、優秀な軍人で、連合軍への忠誠度は高い。ゲーム開始当初からシェパードの部下として活躍する。
アシュリー・ウィリアムス
声：キンバリー・ブルックス
エデン・プライム警備隊の軍曹で人間の女性。身体能力が高く、非常に気が荒い。神を信じる宗教者であるが、ファースト・コンタクト戦争で祖父が受けた仕打ちから、政治と異星人に対して偏見を持っており、特に異星人へは種族を問わず突っかかる。警備隊で唯一生き残り、シェパードの部下となった。祖父の代から続く軍人一家で、二人の姉妹がいる。リアラのことは特に毛嫌いしているらしく、話の腰を折ることが多い。
ギャレス・ヴァカリアン
声：ブランドン・キーナー
シタデルの保安を一手に担う保安機関C-Sec(Citadel Security Services)に勤務するトゥーリアン族の刑事。男性。正義感が非常に強く、悪や不正は断固として叩くという苛烈な主義を持っており、それゆえ職業上の様々な制約が彼を悩ませている。悪人を前にしてはつい感情的になり、これを裁くため時として超法規的なことや、非倫理的なことにも手を染めるのを厭わない危うさがある。独自に追っていたサレンの不正を暴くべく、C-Secの職を辞してシェパードに同行することを決める。
アードノット・レックス
クローガン族の傭兵、賞金稼ぎ。男性。一般的なクローガン族の例に違わず、争いごとを好み、強い相手と戦うことを至上の名誉とする凶暴な性格。しかし、ただ金と暴力のためだけに傭兵稼業に手を染める刹那的な同族達と違い、理性的な側面もある。契約を交わせば誰であろうと殺す非情さの一方で、滅びゆく種族の未来を憂い、友と認めた者は決して裏切らない篤い情熱の持ち主。サレンの情報を握る暗黒街の顔役を追って以来、シェパードと共闘する。
タリゾラ・ナ・ラーヤ
声：リズ・スローカ
放浪の民クォリアン族の出身。女性。ノルマンディーのクルーにはタリと呼ばれる。クォリアン族は免疫システムが弱いため、常に全身を気密スーツで覆われており、彼女も作中素顔を見ることはできない。行動的な性格をしており、一般的なクォリアン族がそうであるように機械に強い。成人の儀式として種族に認められる程の「価値あるもの」を求めるなか、シタデルでシェパード達が追う事件の重大な手がかりを知らずに入手し命を狙われる。危ういところをシェパード達に助けられ、彼に同行することになる。
リアラ・ティッソーニ
声：アリ・ヒルス/モーションアクター：ジリアン・マレイ
アサリ族の考古学者。年齢106歳。1000年以上の寿命を持つアサリ族ではまだ若年と見なされている。理知的で聡明だが、地位あるメイトリアークの娘という生い立ちからアサリ社会でも疎外感を抱き、結果として他人と距離を置いて研究に没頭するようになった。銀河間移動を可能にしたマス・リレーの創造主とされるプロセアン族の遺跡を調査するため、辺境の惑星で一人研究を続けている。ナイーブかつ対人関係が得手でなく、独自の考察や専門分野の話となると延々と止まらなくなることも。サレンの手下に襲われた際自分の研究所から脱出できなくなり、救助のために駆けつけたシェパードと同行することとなる。アサリ族の例に漏れず、彼女も非常に強力なバイオティクスの使い手である。
なお、アサリ族は女性的な容姿を持つ異星人で、生物的な意味での性別は存在しない。
サレン・アルテリウス
声：フレッド・タータショー
本編の敵役。評議会直属の超法規的捜査官スペクター。トゥーリアン族の男性。凄腕との評判だが、後ろ暗い噂が付き纏い、大佐とは因縁浅からぬ仲。機械種族ゲスを率いてエデン・プライムを襲撃し、ビーコンを破壊した。シェパードは彼の裏切りを証明し、その陰謀を防ぐため、サレンを追って銀河を飛び回る事になる。
ベネジア・ティッソーニ
声：リズ・スローカ
アサリ族。種族全体を導く上位者“メイトリアーク”であり、リアラの母親。しかし如何なる理由によるものか、現在は評議会を裏切ってサレンと行動を共にしている模様。彼女を発見して捕らえることも、シェパードの目的のひとつである。

### 連合軍
ジェフ・モロー（ジョーカー）
声：セス・グリーン
ノルマンディー号の操縦士である人間の男性。先天性の骨の病気により歩行困難だったが、両親が軍人であったことから宇宙船操縦士の道を選んだ。肉体のハンデを他で補い、軍学校を首席卒業した努力の人。腕前は一級で、困難な操船もやってのける。皮肉屋で、どんな苦境にあってもシニカルな態度を取る。なお、クルー間での呼び名「ジョーカー」は、訓練生時代に笑顔をほとんど見せず訓練に打ち込む彼の姿を見た上官から付けられたあだ名。
デヴィット・アンダーソン
声：キース・デヴィッド
連合軍の大佐でシェパードの上官。人間の男性。ノルマンディーの司令官で、シタデルの密命を受け、スペクターのナイラス、スペクター候補のシェパードとともにエデン・プライムに赴く。生粋の軍人で部下からの信頼は厚く、連合軍内外では英雄として評価されている。シェパードをスペクター候補として推薦したのも彼である。サレンとは過去に起こった出来事から深い因縁を持つ。
ドネル・ウディナ
声：スティーブ・バー
評議会加盟のため人類代表の大使としてシタデルに逗留する政治家。男性。人類の権利の為には評議会相手でも噛み付く豪胆さと、政治的判断次第ではシェパードやアンダーソンら忠実な軍人をもあっさりと切り捨てる狡猾さを持ち合わせている。絵に書いたような政治家で、事ある毎にアンダーソンと衝突するが、人類の発展を願っているという部分では理念は同じであるようだ。